# Vanishing Point (band)

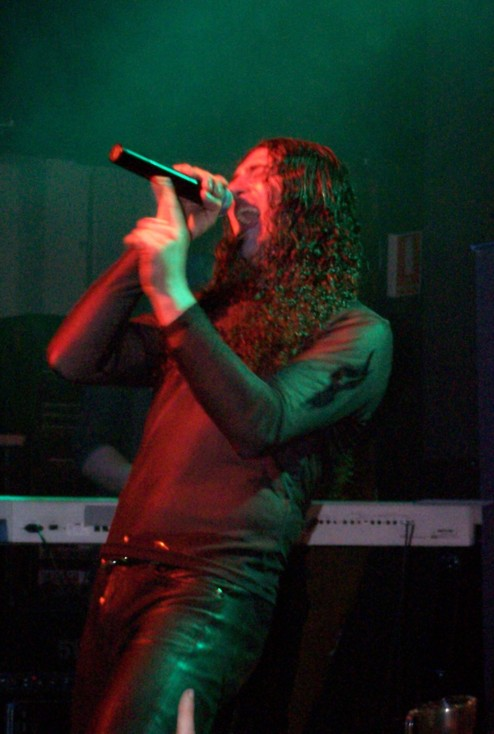
Vanishing Point

Vanishing Point is een melodic metal band die sinds 1997 vooral in Australië bekend is.

## Geschiedenis
Vanishing Point heeft vanaf 1997 drie albums uitgebracht.
De opstelling van de band was toen: Silvio Massaro, Tommy Vulcur, Chris Porcianko, Joe Del Mastro en Jack Lukic.
Jack Lukic en Joe Del Mastro zijn niet meer te horen op het 4de album. Zij hebben plaatsgemaakt voor Adrian Alimic en Christian Nativo. Jack stopte ermee omdat hij nu getrouwd is en zijn vrouw in verwachting was van een tweeling. Hij zal zich nu meer op z'n familie gaan concentreren.
Joe voelde zich niet meer zo gemotiveerd en verliet de band uiteindelijk omdat hij vond dat Vanishing Point een bassist nodig had die dezelfde doelen voor ogen had als de rest van de band.
Hoewel ze niet zo bekend zijn in Nederland hebben ze opgetreden met bands als Gamma Ray, Sonata Arctica, Black Label Society en DragonForce. Sonata Arctica heeft zelfs het nummer Two Minds One Soul afkomstig van het album Tangled in Dream gecoverd. Het in 2005 uitgekomen album Embrace the Silence werd door verschillende Australische bladen het beste album van het jaar genoemd.

## Artiesten
Heden
- Silvio Massaro - vocalist
- Tommy Vucur - gitarist
- Chris Porcianko - gitarist
- Adrian Alimic - bassist
- Christian Nativo - drummer

Verleden
- Joe Del Mastro - bassist
- Jack Lukic - drummer

## Albums
- In Thought (1997)
- Tangled in Dream (2000)
- Embrace the Silence (2005)
- The Fourth Season (2007)